# Sœurs missionnaires de la Société de Marie
Ne doit pas être confondu avec Société Missionnaire de Marie.
Les Sœurs missionnaires de la Société de Marie sont une congrégation religieuse missionnaire de droit pontifical.

## Histoire
Après avoir lu un appel publié dans les annales de la propagation de la Foi par certains chrétiens de l'île de Wallis demandant des enseignantes, Marie-Françoise Perroton (1796-1873) quitte Lyon en 1845 et arrive l'année suivante sur l'île de Wallis où elle travaille seule pendant douze ans. Entre-temps, grâce au Père Julien Favre, supérieur général de la Société de Marie, trois candidates à la vie religieuse missionnaire sont recrutées et arrivent en 1858.
Elles prennent le nom de Sœurs de charité du Tiers Ordre de Marie puis sœurs du Tiers Ordre régulier de Marie et un noviciat est ouvert à Saint-Brieuc en 1881 transféré plus tard à Sainte-Foy-lès-Lyon.
En 1926 la société passe sous le contrôle de la congrégation pour la propagation de la foi. Le 30 décembre 1931, l'institut est approuvé comme congrégation de droit pontifical avec le nom actuel.
Elles aident à la création de quatre congrégations diocésaines autochtones: Les Petites Filles de Marie fondées le 12 septembre 1875 à Saint-Louis en Nouvelle-Calédonie par sœur Marie de la Croix dans le but de créer un institut dédié à l'éducation des filles mélanésiennes. Les sœurs s'étendent au Vanuatu en 1898. La congrégation devient de droit diocésain le 15 février 1962. Les Sœurs de Notre Dame de Nazareth fondées aux Fidji ; Les Sœurs de Nazareth à Bougainville en Papouasie-Nouvelle-Guinée et les Filles de Marie Immaculée dans les îles Salomon.

## Fusion
- 1905 : Sœurs de Notre Dame d'Océanie[7]fondées à Samoa en 1871 par sœur Marie de la Miséricorde[8].

## Activités et diffusion
Les sœurs se consacrent essentiellement à l'apostolat missionnaire, notamment auprès des femmes.
Elles sont présentes en:
- Europe : France, Angleterre, Italie.
- Amérique : Jamaïque, États-Unis, Pérou
- Afrique : Burundi, Madagascar, Rwanda, Sénégal, Tanzanie.
- Asie : Bangladesh, Philippines.
- Océanie : Australie, Fidji, Nouvelle-Calédonie, Nouvelle-Zélande, Papouasie-Nouvelle-Guinée, Samoa, Îles Salomon, Tonga, Vanuatu, Wallis et Futuna.

La maison-mère est à Rome.
En 2017, la congrégation comptait 433 sœurs dans 96 maisons.